# Rasmus Elm
Rasmus Christoffer Elm (født 17. marts 1988 i Kalmar, Sverige) er en svensk fodboldspiller, der spiller som midtbanespiller hos Kalmar FF. Tidligere har han spillet for blandt andet AZ og CSKA Moskva
Elm har været med til at vinde ét svensk mesterskab og én pokaltitel for Kalmar.
Elm er bror til en anden professionel fodboldspiller, Viktor Elm, som han blandt andet har optrådt sammen med på det svenske landshold.

## Landshold
Elm står (pr. april 2018) noteret for 39 kampe og fire scoringer for Sveriges landshold, som han debuterede for den 24. januar 2009 i en venskabskamp mod USA.

## Titler
Svensk Mesterskab
- 2008 med Kalmar FF

Svensk Pokalturnering
- 2007 med Kalmar FF